# Municipio de Black Oak (condado de Crittenden)
El municipio de Black Oak (en inglés: Black Oak Township) es un municipio ubicado en el condado de Crittenden en el estado estadounidense de Arkansas. En el año 2010 tenía una población de 392 habitantes y una densidad poblacional de 2,34 personas por km².

## Geografía
El municipio de Black Oak se encuentra ubicado en las coordenadas 35°23′19″N 90°25′24″O / 35.38861, -90.42333. Según la Oficina del Censo de los Estados Unidos, el municipio tiene una superficie total de 167.84 km², de la cual 165,95 km² corresponden a tierra firme y (1,12 %) 1,88 km² es agua.

## Demografía
Según el censo de 2010, había 392 personas residiendo en el municipio de Black Oak. La densidad de población era de 2,34 hab./km². De los 392 habitantes, el municipio de Black Oak estaba compuesto por el 85,2 % blancos, el 10,71 % eran afroamericanos, el 0,51 % eran amerindios, el 0,51 % eran asiáticos, el 1,28 % eran de otras razas y el 1,79 % eran de una mezcla de razas. Del total de la población el 3,57 % eran hispanos o latinos de cualquier raza.